# Jekyll (miniserie televisiva 2007)
Jekyll è una miniserie televisiva drammatica britannica del 2007, articolata in sei puntate e prodotta per la televisione inglese dalla Hartswood Films e Stagescreen Productions per il primo canale della BBC.
La serie - autoconclusiva e senza seguiti - è stata descritta dai suoi creatori come una sorta di prosecuzione ideale del classico racconto di Robert Louis Stevenson, più che non una sua rilettura in chiave moderna: il racconto stesso viene richiamato nel corso della serie come un antefatto di quello che viene narrato nella vicenda.
La miniserie è stata trasmessa dalla BBC nei mesi di giugno e luglio 2007. In Italia è andata in onda su Jimmy a partire dal 24 ottobre 2007.

## Trama
Il dottor Tom Jackman scopre di essere una sorta di discendente del dott. Henry Jekyll narrato dallo scrittore Robert Louis Stevenson quando inizia a trasformarsi nel serial killer Mr. Hyde. Con l'uso della tecnologia moderna tenta di tenere a bada la sua seconda identità, con cui riesce a convivere fino a quando entrambi scoprono di essere l'elemento chiave di un complotto vecchio di un centinaio d'anni e perseguito da un'organizzazione segreta.

## Produzione

### Casting
Durante una riunione relativa alla serie La legge di Murphy (Murphy's Law) di cui è protagonista, James Nesbitt e il suo agente si sono visti proporre la sceneggiatura di Jekyll, con l'invito a voler coprire il ruolo principale. Nesbitt si è reso conto che la parte lo avrebbe portato in un terreno interpretativo molto lontano dai suoi precedenti impegni (tra questi spiccano il ruolo dell'attivista di Bloody Sunday di Paul Greengrass e quello del comprensivo padre dei giovani protagonisti in Millions di Danny Boyle).

### Realizzazione
La serie è stata realizzata in due blocchi di tre episodi ciascuno, i primi tre dei quali diretti da Douglas Mackinnon, mentre la regia del secondo blocco di episodi è stata curata da Matt Lipsey. Ogni episodio (della durata di 55 minuti) ha richiesto 12 giorni di realizzazione. Le riprese sono iniziate nel settembre 2006. Il make-up per interpretare Hyde ha imposto a Nesbitt di sottoporsi a sedute in sala trucco da un'ora ogni giorno; oltre ad una parrucca scarmigliata, gli sono state aggiunti sopracciglia cespugliose, naso e lobi delle orecchie più grandi. Inoltre ha indossato lenti a contatto profondamente nere per attribuire a Hyde un aspetto dissennato. La trasformazione non viene mai mostrata direttamente in nessuno dei sei episodi. Le riprese sono avvenute in uno zoo privato, in una tenuta vicino ad Henley-on-Thames ed a Bognor Regis per alcune sequenze in flashback. Le riprese sono terminate nel dicembre 2006.

## Personaggi e interpreti
- Dr. Tom Jackman/Mr. Edward Hyde, interpretato da James Nesbitt.
Il protagonista della serie. Soffre di una terribile maledizione: quando sottoposto a stress estremo o panico, egli è soggetto alla metamorfosi nel demoniaco Mr. Hyde. Mentre da un lato Jackman è un uomo compassato, raffinato e premuroso padre di famiglia, dall'altro Hyde è un sociopatico fuori controllo con tutte le pulsioni di un adulto, ma con la capacità di ragionamento, le emozioni e la maturità di un ragazzino, capace di uccidere o commettere orribili atti di violenza per puro divertimento. Tuttavia Hyde non è soltanto "male" puro, anzi, dimostra di essere capace di provare amore per la moglie del suo alter ego e per i suoi figli, che considera la sua famiglia e le uniche persone al mondo di cui lui debba aver cura. Jackman è consapevole di ciò. Hyde sembra anche aver cura di Tom. Hyde possiede facoltà che Jackman non ha, come la possibilità di guarire rapidamente, di esercitare un controllo telepatico sulle menti altrui, un'eccezionale agilità, forza e velocità sovrumane. Inoltre sembra possedere un misterioso influsso sulla corrente elettrica, causando fenomeni di black out improvvisi quando emerge dalla coscienza di Jackman. Può controllare il suo organismo, fermando il battito cardiaco e la respirazione, è immune al gas velenoso e capace di resistere e sopravvivere a gravi ferite da arma da fuoco.
- Claire Jackman, interpretata da Gina Bellman.
La moglie di Tom. Claire ama profondamente il marito e i figli ed è disposta a tutto pur di preservarli dalla minaccia rappresentata da Hyde. Ben presto però si rende conto non solo che Hyde non rappresenta per lei un vero pericolo, ma che l'aiuto della temuta creatura è essenziale per la sopravvivenza sua e dei bambini dalla ben più concreta minaccia costituita dal vero nemico della sua famiglia: la Klein & Utterson.
- Peter Syme, interpretato da Denis Lawson.
Il capo della Klein & Utterson. Peter Syme era in origine il miglior amico di Jackman, ma nello sviluppo della vicenda si scopre che la sua presunta amicizia era in realtà mossa dalla consapevolezza dell'esistenza di Hyde, e quindi dall'interesse di catturare vivo il mostro e servirsene come strumento per conseguire l'ultra-centenario piano dell'associazione segreta che comanda, ovvero l'impiego dei segreti nascosti nel patrimonio genetico di Hyde per sviluppare una cura per qualsiasi malattia nota al genere umano. Syme può essere rude e privo di scrupoli, ma non è malvagio. Le sue azioni a danno di Jackman e della sua famiglia sono giustificate, nelle sue intenzioni, dal raggiungimento di un bene superiore.
- Katherine Reimer, interpretata da Michelle Ryan.
La giovane e premurosa assistente al servizio sia di Tom Jackman che di Mr. Hyde, essenziale - nella prima parte della serie - per consentire un perfetto equilibrio nelle esistenze parallele delle due entità, che si avvicendano nel medesimo corpo.
- Miranda Calender, interpretata da Meera Syal.
Una coraggiosa detective ben determinata a scoprire le origini di Hyde, pronta al tempo stesso ad aiutare Jackman a trovare una cura. Molto intelligente e cinica, è innamorata della sua assistente, la quale aspetta un figlio.
- Benjamin Lennox, interpretato da Paterson Joseph.
Uno dei capi della Klein & Utterson. A differenza di Syme, Benjamin nasconde una personalità rude e sadica, priva di scrupoli per la vita umana, ben mascherata dietro la patina di gioviale umorismo. Lennox è capace di ridere e fare dello spirito anche nei momenti più oscuri della vicenda. È arrogante e pieno di sé, ma commette un tragico errore nel credere di potersi servire dell'affetto che lega Hyde alla famiglia di Jackman per arrivare ad ottenere il controllo delle azioni del mostro.
- Ms. Utterson, interpretata da Linda Marlowe.
La proprietaria americana della Klein & Utterson. Il personaggio è determinante per un notevole colpo di scena finale.
- Mark Gatiss compare nel ruolo dello scrittore del racconto originale Robert Louis Stevenson nel penultimo episodio.

## Puntate
Le sei puntate sono tutte scritte da Steven Moffat, e dirette da Douglas Mackinnon (puntate 1-3) e Matt Lipsey (puntate 4-6).
| Titolo originale | Titolo italiano | Prima TV UK    | Prima TV Italia |
| ---------------- | --------------- | -------------- | --------------- |
| Episode 1        |                 | 16 giugno 2007 | 24 ottobre 2007 |
| Episode 2        |                 | 23 giugno 2007 |                 |
| Episode 3        |                 | 30 giugno 2007 |                 |
| Episode 4        |                 | 14 luglio 2007 |                 |
| Episode 5        |                 | 21 luglio 2007 |                 |
| Episode 6        |                 | 28 luglio 2007 |                 |

## Accoglienza
La serie ha ottenuto recensioni critiche positive. Nesbitt è stato candidato al Golden Globe per la miglior performance di un attore in una miniserie.

## DVD
Non è reperibile un'edizione DVD italiana, disponibile invece per il mercato britannico.